# Arx, Landes
Arx är en kommun i departementet Landes i regionen Nouvelle-Aquitaine i sydvästra Frankrike. Kommunen ligger i kantonen Gabarret som tillhör arrondissementet Mont-de-Marsan. År 2022 hade Arx 51 invånare.

## Befolkningsutveckling
Antalet invånare i kommunen Arx
Referens:INSEE